# Konarzyny (gromada w powiecie kościerskim)
Konarzyny – dawna gromada, czyli najmniejsza jednostka podziału terytorialnego Polskiej Rzeczypospolitej Ludowej w latach 1954–1972.
Gromady, z gromadzkimi radami narodowymi (GRN) jako organami władzy najniższego stopnia na wsi, funkcjonowały od reformy reorganizującej administrację wiejską przeprowadzonej jesienią 1954 do momentu ich zniesienia z dniem 1 stycznia 1973, tym samym wypierając organizację gminną w latach 1954–1972.
Gromadę Konarzyny z siedzibą GRN w Konarzynach utworzono – jako jedną z 8759 gromad na obszarze Polski – w powiecie kościerskim w woj. gdańskim na mocy uchwały nr 18/III/54 WRN w Gdańsku z dnia 5 października 1954. W skład jednostki weszły obszary dotychczasowych gromad Konarzyny i Wygonin oraz miejscowość Bartoszylas z dotychczasowej gromady Bartoszylas ze zniesionej gminy Stara Kiszewa w tymże powiecie i województwie, a także stacja kolejowa Bąk z dotychczasowej gromady Bąk ze zniesionej gminy Karsin w powiecie chojnickim w woj. bydgoskim. Dla gromady ustalono 12 członków gromadzkiej rady narodowej.
1 stycznia 1958 do gromady Konarzyny włączono osady Drzewiny i Grzybno z gromady Odry w powiecie chojnickim w woj. bydgoskim.
1 stycznia 1962 gromadę zniesiono, a jej obszar włączono do gromady Stara Kiszewa w tymże powiecie.